# У моего мужа есть семья
«У моего мужа есть семья» (исп. Mi marido tiene familia) — мексиканская теленовелла, выпущенная в 2017 году под руководством продюсера Хуана Осорио для телестудии «Televisa». В 2018 году, на волне успеха теленовеллы, был снят второй сезон под названием «Семья моего мужа стала ещё больше» (исп. Mi marido tiene mas familia). Первый сезон снят на основе южнокорейского сериала «My Husband Got a Family», в то время как второй сезон является спин-оффом теленовеллы «Una familia con suerte».
В главных ролях Сурия Вега и Даниэль Аренас, в соучастии с Дианой Брачо, Сильвией Пиналь, Аратом де ла Торре, Сусаной Гонсалес, Кармен Салинас и Габриэлем Сото.

## Сезоны
| Сезон | Сезон | Название сезона на русском        | Оригинальное название сезона | Количество серий | Оригинальная дата показа | Оригинальная дата показа |
| Сезон | Сезон | Название сезона на русском        | Оригинальное название сезона | Количество серий | Премьера сезона          | Финал сезона             |
| ----- | ----- | --------------------------------- | ---------------------------- | ---------------- | ------------------------ | ------------------------ |
|       | 1     | У моего мужа есть семья           | Mi marido tiene familia      | 102              | 5 июня 2017              | 22 октября 2017          |
|       | 2     | Семья моего мужа стала ещё больше | Mi marido tiene más familia  | 167              | 9 июля 2018              | 24 февраля 2019          |

## Сюжет

### У моего мужа есть семья
У Хулиеты с Робертом прекрасные отношения: оба работают, у них общие мечты и они пришли к решению не вступать в брак. Секрет их отношений кроется в двух вещах: общение, и то, что приёмная семья Роберта живёт в другой стране, а значит нет никаких проблем с родственниками. Однако, судьба преподносит им сюрприз, когда пара вынуждена искать жильё в скромном районе Оахаки. Там они встречаются с владельцами здания, семьёй Корсега. Роберт с Хулиетой даже не подозревают, что Корсеги — настоящая семья Роберта и что его настоящее имя — Хуан Пабло. Роберту и Хулиете придётся научиться уживаться с новыми родственниками, Бланкой, Эухенио и их дочерьми, а также соответствовать их требованиям, которые приведут к противостоянию старых жизненных укладов и современных взглядов, в том числе, любимая фраза: «Когда вы уже поженитесь?». Чтобы обрести счастье, Роберт с Хулиетой должны научиться жить с новой семьёй, несмотря на то, что это гораздо сложнее, чем они думали.

### Семья моего мужа стала ещё больше
Хулиета наконец-то находит баланс между семьёй и работой. Вместе с Робертом они воспитывают двоих детей Давида 4-х лет и полуторагодовалую Бланкиту. Семья Корсега вновь сталкивается с рядом проблем, когда Роберт неожиданно встречает своего, якобы покойного, деда Кануто «Тито» Корсегу. Много лет назад, когда донья Имельда, бабушка Роберта, узнала, что Тито ей изменяет с Крисантой, она выгнала мужа из дома и заставила всех поверить, что он умер.
В свою очередь, Хулиета негодует из-за того, что в её компанию пришла новая начальница — Сусана Корсега. Сусана Корсега никто иная, как дочь Кануто и Крисанты. В то время, как Сусана треплет нервы Хулиете, та вне себя от того, что её новый босс — тётя Роберта, а значит родственница мужа. Хулиета воспринимает это как очередную неприятность, которую придётся преодолеть.
Брак Даниэлы и Габриэля, на фоне конфликтов семей Муси и Корсега, кажется довольно крепким. Однако, и у них возникают сложности, когда Габриэль просит Даниэлу подарить ему ребёнка.
Для Роберта, новые члены семьи Корсега — настоящее чудо. У него теперь ещё двое двоюродных братьев — Себастьян и Аксель, сыновья Сусаны. Остальное семейство Корсега не слишком рады новым родственникам, между ними разгорается конфликт и значит, новые проблемы для Роберта с Хулиетой. Однако, они докажут, что несмотря на семейные проблемы, вместе они смогут со всем справиться.

## В ролях

### Основной актёрский состав
- Сурия Вега — Хульета Агилар Ривера
- Даниэль Аренас — Роберт Купер / Хуан Пабло Корсега
- Диана Брачо — Бланка Гомес де Корсега
- Сильвия Пиналь — Имельда Сьерра де Корсега
- Арат де ла Торре — Франсиско «Панчо» Лопес (сезон 2)
- Сусана Гонсалес — Сусана Корсега (сезон 2)
- Кармен Салинас — Крисанта Диас де Корсега (сезон 2)
- Габриэль Сото — Эрнесто «Нето» Рей (сезон 2)

### Повторяющиеся и приглашённые актёры
- Рафаэль Инклан — Эухенио Корсега
- Лус Мария Херес — Белен Гомес (сезон 1)
- Рене Касадос — Аудифас Консега
- Оливия Бусио — Каталина Ривера Агилар
- Лола Мерино — Ана Романо Фаисал де Корсега (сезон 1)
- Рехина Ороско — Амалия Гомес
- Габриэла Платас — Амапола «Полита» Кастаньеда де Роблес
- Лаура Виньятти — Даниэла Корсега
- Джессика Кочь — Марисоль Корсега (сезон 1)
- Игнасио Касано — Уго Агилар Ривера
- Хосе Пабло Минор — Габриэль Муси
- Федерико Айос — Бруно Агилар Ривера (сезон 1)
- Жаде Фрейзер — Линда Эрминина Корсега
- Эмилио Осорио — Аристотель Корсега
- Марко Муньос — Тулио Корсега
- Хуан Видал — Хулиан Герра (сезон 1)
- Исабелла Тене — Фрида Корсега
- Паола Тойос — Бегония Бустаманте (сезон 1)
- Маркос Монтеро — Игнасио Менесес
- Барбара Ислас — Диана Агилар
- Луис Херардо Кубуру — Октавио Кармона
- Латин Ловер — Энсо
- Яхир — Хавьер Галан (сезон 1)
- Виолета Исфел — Кларисса Муси
- Ана Химена Вильянуэва — Кассандра Муси
- Карлос Брачо — Кануто «Тито» Корсега (сезон 2)
- Гонсало Вега Систо — Аксель Легоррета (сезон 2)
- Карлос Мадригал — Висенте Легоррета (сезон 2)
- Паола Ачер — Эрендира
- Родриго Перес «Канелито» — Себастьян Легоррета (сезон 2)
- Асуль Гаита — Йолтль Рей (сезон 2)
- Хосе Пабло Аланис — Энди Рей (сезон 2)
- Хосе Мануэль Аланис — Сантьяго «Санти» Рей (сезон 2)
- Руи Родригес — Давид «Дейв» Купер Агилар
- Суси-Лу — Аура (сезон 2)
- Йосихей Леон — Зендо (сезон 2)
- Алекс Росгер — Икер дель Рио (сезон 2)
- Сальвадор Ибарра — Фердинандо Сарагоса Баррера (сезон 2)
- Патрисио Кастильо — Массимо Муси (сезон 2)
- Херман Бракко — Гуидо Муси Амадори (сезон 2)
- Карла Каррильо — Гресия Флорес (сезон 2)
- Эрик дель Кастильо — Уго Агилар (сезон 1)
- Лихия Уриарте — Дафне (сезон 1)
- Рафаэль дель Вильяр — Аурелио (сезон 1)
- Мурисои Абуларач — Бенхамин (сезон 1)
- Сильвия Манрикес — Ребека де Роблес (сезон 1)
- Мануэль Ландета — Аугусто Муси (сезон 1)
- Арсенио Кампос — доктор Лисбоа (сезон 1)
- Хоакин Бондони — Каутемок «Темо» Лопес Торрес (сезон 2)
- Алиссон Коронадо — Ана Гваделупе «Лупита» Лопес Тревиньо (сезон 2)
- Эмилиано Васкес — Хулио Лопес Тревиньо (сезон 2)
- Николас Кабальеро — Диего Ортега (сезон 2)
- Майрин Вильянуэва — Ребека Тревиньо (приглашённая звезда, сезон 2)
- Паулина де Лабра — Йола Вальдес Грильо
- Сесилия Габриэла — доктор Таня (сезон 2)
- Пьетро Ваннучи — Луиджи Капулети (сезон 2)
- Умберто Элисондо — дух Рождества (сезон 2)
- Хуан Диего Коваррубиас — Карлос Рохас Наваррете (сезон 2)
- Карла Гомес — Ариана Кастильо (сезон 2)
- Гала де ла Торре — Гала (сезон 2)
- Рене Франко — директор тюрьмы (сезон 2)
- группа «Марама» — самих себя (приглашённая звезда, сезон 1)
- Марджори де Соуса — саму себя (приглашённая звезда, сезон 1)
- Алехандра Гарсия — саму себя (приглашённая звезда, сезон 2)
- Талия Амескуа — саму себя (приглашённая звезда, сезон 2)
- Пау и Даво — самих себя (приглашённые звёзды, сезон 1)
- Флор Рубио — саму себя (приглашённая звезда, сезон 1)

## Персонажи
- Роберт Купер (Даниэль Аренас) — врач, специализирующийся на ожогах. Работает в поликлинике, а также в фонде Нуэво Комиенцо. Супруг Хулиеты (Сурия Вега). Имеет двоих детей: Давида (Руи Родригес) и Бланкиту. Благороден и любит семью. Не считает для себя зазорным выполнять женскую работу по дому: приготовить ужин или заняться воспитанием детей. В профессиональном плане, всё время работает над повышением собственной квалификации.
- Хулиета Агилар Ривера (Сурия Вега) — молодая современная женщина, во всех смыслах этого слова. Внешне привлекательна и в то же время умна. Увлечена своей карьерой. Трудолюбива, честна и прямолинейна, но это не мешает ей быть женственной, нежной и ласковой, когда это необходимо. Добилась баланса между семье и работой, но это стоило ей немалых усилий. В подростковом возрасте её отец бросил семью, не желая разрываться между собственной матерью и супругой (матерью Хулиеты). Поэтому у Хулиеты сложились предубеждения на счёт родни мужа. Однако, случившее сделало её только сильнее. Ей пришлось помогать матери воспитывать своих братьев Уго (Игнасио Касано) и Бруно (Федерико Айос).
- Сусана Корсега Диас (Сусана Гонсалес) — сильная женщина с ярко выраженной индивидуальностью. Цель в жизни — достигнуть успеха по всем направлениям: и в профессии, и в семье. Однако, добиться этого ей стоит немалых усилий и разочарований. Родилась в Нижней Калифорнии в браке Крисанты (Кармен Салинас) и Кануто (Карлос Брачо). С самого раннего детства видела, как трудились родители, чтобы дать ей всё необходимое, и пришла к выводу, что работа — важная часть жизни. Посвятила себя учёбе, чтобы в дальнейшем помогать родителям и вернуть им всё, что они ей дали и даже приумножить. Хотела, чтобы когда придёт время, у неё был дом о котором мечтала, семья и дети, которые ни в чём не будут нуждаться. В молодости познакомилась с красивым любознательным студентом-медиком Эдуардо Легоррета (Карлос Мадригал). Они влюбились и позволили себе увлечься настолько, что рождается Аксель (Гонсало Вега Систо). Но семейная жизнь не сложилась, так как у каждого были свои жизненные приоритеты.
- Панчо Лопес (Арат де ла Торре) — оптимист. Видит в жизни только лучшее. Родился в Толуке, где занимался торговлей на местном рынке. Его супруга Ребека (Майрин Вильянуэва) умерла при трагических обстоятельствах и он винит в этом себя, считая, что сделал недостаточно для её спасения. Понимая, что лучше всё начать сначала, вместе с детьми Темо (Хоакин Бондони), Хулио (Эмилиано Васкес) и Аной Лупе (Алиссон Коронадо), решает переехать. Заключил с ними пакт, что прежде чем говорить о трагедии, им надо исцелить свои раны.
- Даниэла Корсега (Лаура Виньятти) — самая младшая в семьи Корсега Гомес. Не особо уделяет внимание внешности, не любит наряжаться и больше похожа на мальчишку. Родилась в день, когда потерялся её брат Хуан Пабло (Роберт), поэтому всю жизнь испытывала за это чувство вины. Не хотела влюбляться, так как перед глазами не было примеров «любви»: после потери сына родители отдалились друг от друга, а сестра Марисоль (Джессика Кочь) развелась. Однако, нашедшийся спустя 34 года, Хуан Пабло, принёс ей радость и спокойствие. Благодаря своей невестке Хулиете, познакомилась с Габриэлем Муси (Хосе Пабло Минор), полной её противоположностью. Габлиэль стал для неё партнёром и другом.
- Габриэль Муси (Хосе Пабло Минор) — привлекательный, уверенный в себе молодой человек. Экстраверт, который пытается всем помочь, хотя кажется, что он делает это ради собственной выгоды. Ему нравится раздражать других и наблюдать, как далеко люди могу зайти ради своих целей. В действительности довольно чувствительный и ранимый. Его мир переворачивается при встрече с Даниэлой, которую он не воспринимал как женщину: неухоженная и похожая на мальчишку, ко всему прочему, она не поддалась его очарованию. Будучи человеком настойчивым и решительным, покоряет Даниэлу, и несмотря на возражения своей семьи, женится на ней. Вместе с женой трудятся в столярной мастерской и работают над преодолением разногласий между семьями Муси и Корсега.
- Бланка Гомес де Корсега (Диана Брачо) — добросердечная, любящая настоять на своём женщина. Обладает устаревшими взглядами на взаимоотношения в семье: жена должна подчиняться мужа и уж тем более слушаться свекровь. Однако, старается измениться и соглашается с тем, что в семьях сына Роберта и дочери Даниэлы существуют свои собственные правила. По натуре собственница, и после возвращения сына, из дотошной домохозяйки превратилась в надоедливую свекровь, но делает это потому, что хочет быть частью жизни сына.
- Эухенио Корсега (Рафаэль Инклан) — ответственный, серьёзный и воспитанный в старых традициях мужчина преклонных лет. Несмотря на то, что старается измениться, ему всё ещё тяжело принять то, что женщина не обязана полностью подчиняться мужу. Обожает своих жену и детей, хотя ведёт себя с дочерьми авторитарно. Девочки видят в нём доброго, понимающего отца, который всегда их поддержит. Искренне любит и уважает свою мать Имельду (Сильвия Пиналь), которая занимает особое положение в его семье. Придерживается нейтралитета в конфликтах между женой и невесткой Хулиетой, но если дело совсем плохо, предпочитает чтобы проблему решал сын Хуан Пабло. 34 года назад, после потери Хуана Пабло, замкнулся в себе, стал угрюмым и молчаливым. Все эти годы, его жизнь была не полной, бессознательно он обвинял Бланку в исчезновении сына. После воссоединения с сыном, Эухенио решил наверстать упущенное время и исправить ошибки, которые совершил.
- Аудифас Корсега (Рене Касадос) — младший брат Эухенио и Тулио (Марко Муньос). Отец Аристотеля (Эмилио Осорио) и Архимеда. Муж Амаполы «Политы» (Габриэла Платас). Довольно сложный человек. С одной стороны беспринципен, жаден и изворотлив, с другой в меру умён, проницателен и внимателен. Опубликовал свою книгу «Мастер мечты». Именно благодаря ему состоялась встреча Хуана Пабло со своими биологическими родителями. Неоднократно демонстрировал свою любовь к братьям и не стесняется проявления своих чувств к ним, в особенности во время конфликта между Эухенио и Тулио. Когда узнал о беременности Политы, проявил своё добросердечие и жертвенность. Ни минуты не колеблясь, принял предложение о работе, даже несмотря на то, что она приносила мало денег.
- Амапола «Полита» Кастаньеда (Габриэла Платас) — жена Аудифаса и мать Аристотеля с Архимедом. Добросердечна, любит посплетничать. Ведёт скучную жизнь, поэтому, чтобы её разнообразить, частенько заявляется туда куда не звали, воспринимая это так, будто сама становится частью маленького приключения. В детстве её бросила мать ради другого мужчин. Поэтому, всегда стремится к миру и спокойствию в собственной семье. Любит и восхищается мужем. Их взаимная любовь неизменна, даже во время кризиса безработицы или известия о новом ребёнке.
- Аристотель Корсега (Эмилио Осорио) — сын Аудифаса с Амаполой «Политой» и брат Архимеда. Хороший сын и порядочный человек. Красив, но не тщеславен. В младших классах страдал от того, что его считали тугодумом. Однако, он всех удивил, пройдя прослушивание для рекламного ролика. Проблема заторможенности в школе была в том, что ему трудно сосредоточиться на вещах, которые ему не интересны. Всегда нёс на себе бремя наследника фамилии Корсего, пока не нашёлся его двоюродный брат Хуан Пабло (Роберт). Именно тогда, ненамеренно, его отец, Аудифас, положил начало конкуренции между Ари со своим кузеном. Хуан Пабло, успешный красивый и умный врач, стал объектом восхищения всей женской половины семейства Корсега. Аудифас считал, что его сын должен быть равным или лучше своего двоюродного брата и начал оказывать на Ари давление, чтобы тот лучше учился в школе. Стремясь оправдать ожидания отца, Ари в конце концов понял, что самое главное быть собой.

## Производство
Съёмки теленовеллы начались в апреле 2017 года. Съёмки проходили в городе Оахака и павильонах телестудии Телевисы в Мехико. Трейлер первого сезона теленовеллы был представлен на апфоронте компании Univision 2017—2018 телевизионного сезона. 18 октября 2017 теленовелла была продлена на второй сезон, за день до окончания съёмок первого сезона. Съёмки второго сезона начались 9 мая 2018 года и закончились в феврале 2019. 28 мая 2018 года журнал People en Español сообщил об изменении названия второго сезона на «Семья моего мужа стала ещё больше». По словам Хуана Осорио, название было изменено, чтобы придать истории новый смысл.

### Каст
В съёмках второго сезона приняли участие актёры первого сезона Сурия Вега, Даниэль Аренас, Лауна Виньятти, Хосе Пабло Минор, Диана Брачо, Рафаэль Инклан. 22 декабря 2017 года было подтверждено участие Арата де ла Торре с персонажем Панчо Лопеса, которого он исполнял в 2011 году в теленовелле Una familia con suerte. 1 мая 2018 года было подтверждено участие во втором сезоне брата Сурии Веги Гонсало, Сусаны Гонсалес, Карлоса Брачо и Кармен Салинас.
31 августа 2018 года было сообщено, что Сурия Вега завершает съёмки в теленовелле. 18 сентябре 2018 году объявили о продлении съёмок второго сезона из-за высоких зрительских рейтингов. После ухода Веги и продления теленовеллы, 28 сентября 2018 года объявил о своём уходе по семейным обстоятельствам Даниэль Аренас.
В связи с уходом главных героев и продлением сезона, в теленовеллу ввели несколько новых актёров, в том числе Габриэля Сото, близнецов Хосе Мануэля и Хосе Пабло Аланисов, Асуль Гаиту, а главными героями сделали персонажей Сусаны Гонсалес и Арата де ла Торре.
6 декабря 2018 года, через Instagram, Даниэль Аренас вместе с Сурией Вегой подтвердили своё возвращение в теленовеллу, для того чтобы сняться в заключительных сериях второго сезона.

### Музыка
Главная музыкальная тема теленовеллы «Tú eres la razón» была написана композиторами Эдуардо Маргуйей и Маурисио Арриагой. Исполнителями песни стали Анхелина и группа «Los Fontana». Вторую заглавную песню «Llegaste a mi vida» композитора Хосе Луиса Ромы исполнил Яхир.
Для второго сезона, музыкальную тему «Tú eres la razón» опять исполнила группа «Los Fontana», но уже вместе с Маргаритой ла Диоса де ла Кумбия.
Две музыкальные композиции «Bronceados de amor» и «Labios de miel», играющие во время заключительных титров, исполнил Эмилио Осорио.

## Спин-офф
В феврале 2019 года Хуан Осорио заявил, что будет снят спин-офф под названием «Juntos el corazón nunca se equivoca», основанный на сюжетной линии «Аристемо», гей-пары, созданной персонажами Аристотелем Корсегой и Темо Лопесом, сыгранные Эмилио Осорио и Хоакином Бондони соответственно. Съёмки спин-оффа начались в апреле 2019 года. Премьера состоялась 24 июня 2019 года.

## Премии и номинации
| Год  | Наименование премии       | Категория                                | Номинант                                                           | Итог      |
| ---- | ------------------------- | ---------------------------------------- | ------------------------------------------------------------------ | --------- |
| 2017 | Copa Televisa             | Лучшая теленовелла                       | Хуан Осорио                                                        | Победа    |
| 2018 | TVyNovelas                | Лучшая теленовелла                       | Хуан Осорио                                                        | Номинация |
| 2018 | TVyNovelas                | Лучшая актриса                           | Сурия Вега                                                         | Номинация |
| 2018 | TVyNovelas                | Лучший актёр                             | Даниэль Аренас                                                     | Номинация |
| 2018 | TVyNovelas                | Лучшая злодейка                          | Лола Мерино                                                        | Номинация |
| 2018 | TVyNovelas                | Лучшая заслуженная актриса               | Сильвия Пиналь                                                     | Победа    |
| 2018 | TVyNovelas                | Лучшая актриса созвезда                  | Диана Брачо                                                        | Победа    |
| 2018 | TVyNovelas                | Лучший актёр созвезда                    | Рафаэль Инклан                                                     | Номинация |
| 2018 | TVyNovelas                | Лучшая актриса второго плана             | Оливия Бусио                                                       | Номинация |
| 2018 | TVyNovelas                | Лучший сюжет или адаптация               | Эктор Фореро Пабло Феррер Марта Хурадо                             | Номинация |
| 2018 | TVyNovelas                | Лучшая режиссура                         | Эктор Бонилья Аурелио Авила                                        | Номинация |
| 2018 | TVyNovelas                | Лучшая операторская работа               | Маурисои Мансано Хильберто Масин                                   | Номинация |
| 2018 | TVyNovelas                | Лучшая главная музыкальная тема          | «Tú eres la razón» (Los Fontana и Angelina)                        | Номинация |
| 2018 | TVyNovelas                | Лучший актёрский состав                  | Mi marido tiene familia                                            | Номинация |
| 2018 | Bravo                     | Лучшая заслуженная актриса               | Сильвия Пиналь                                                     | Победа    |
| 2019 | TVyNovelas                | Лучшая теленовелла                       | Хуан Осорио                                                        | Номинация |
| 2019 | TVyNovelas                | Лучшая актриса                           | Сусана Гонсалес                                                    | Номинация |
| 2019 | TVyNovelas                | Лучшая актриса                           | Сурия Вега                                                         | Номинация |
| 2019 | TVyNovelas                | Лучший актёр                             | Арат де ла Торре                                                   | Номинация |
| 2019 | TVyNovelas                | Лучший актёр                             | Даниэль Аренас                                                     | Номинация |
| 2019 | TVyNovelas                | Лучшая злодейка                          | Барбара Ислас                                                      | Номинация |
| 2019 | TVyNovelas                | Лучший злодей                            | Херман Брако                                                       | Номинация |
| 2019 | TVyNovelas                | Лучшая заслуженная актриса               | Кармен Салинас                                                     | Номинация |
| 2019 | TVyNovelas                | Лучшая заслуженная актриса               | Диана Брачо                                                        | Номинация |
| 2019 | TVyNovelas                | Лучший заслуженный актёра                | Патрисио Кастильо                                                  | Номинация |
| 2019 | TVyNovelas                | Лучший заслуженный актёра                | Рафаэль Инклан                                                     | Номинация |
| 2019 | TVyNovelas                | Лучшая актриса созвезда                  | Габи Платас                                                        | Номинация |
| 2019 | TVyNovelas                | Лучшая актриса созвезда                  | Лаура Виньятти                                                     | Номинация |
| 2019 | TVyNovelas                | Лучший актёр созвезда                    | Хосе Пабло Минор                                                   | Номинация |
| 2019 | TVyNovelas                | Лучшая молодая актриса                   | Жаде Фрейзер                                                       | Номинация |
| 2019 | TVyNovelas                | Лучший молодой актёр                     | Эмилио Осорио                                                      | Номинация |
| 2019 | TVyNovelas                | Лучший сюжет или адаптация               | Пабло Феррер Сантьяго Пинеда Марта Хурадо                          | Номинация |
| 2019 | TVyNovelas                | Лучшая режиссура                         | Аурелио Авила Франсисоко Франко Хуан Пабло Бланко                  | Номинация |
| 2019 | TVyNovelas                | Лучшая операторская работа               | Маурисои Мансано Марта Монтуфар                                    | Победа    |
| 2019 | TVyNovelas                | Лучшая главная музыкальная тема          | «Tú eres la razón» (Los Fontana и Маргарита Ла Диоса де ла Кумбия) | Номинация |
| 2019 | TVyNovelas                | Лучший актёрский состав                  | Mi marido tiene familia                                            | Номинация |
| 2019 | Eres Awards               | Лучший актёр                             | Эмилио Осорио                                                      | Победа    |
| 2019 | Eres Awards               | Лучший актёр                             | Хоакин Бондони                                                     | Номинация |
| 2019 | Eres Awards               | Лучший актёр                             | Хосе Пабло Минор                                                   | Номинация |
| 2019 | Eres Awards               | Лучший поцелуй                           | Эмилио Осорио и Хоакин Бондони                                     | Победа    |
| 2019 | GLAAD Media Award         | Выдающийся сценарий телесериала          | Mi marido tiene más familia                                        | Победа    |
| 2019 | TV Adicto Golden Awards   | Лучшие декорации и реквизит              | Хуан Осорио                                                        | Победа    |
| 2019 | TV Adicto Golden Awards   | Лучшая песня                             | «Tú eres la razón»                                                 | Победа    |
| 2019 | TV Adicto Golden Awards   | Лучшая актриса в комедийной роли         | Кармен Салинас                                                     | Победа    |
| 2019 | TV Adicto Golden Awards   | Лучший злодей                            | Херман Бракко                                                      | Победа    |
| 2019 | TV Adicto Golden Awards   | Мужская роль — открытие                  | Эмилио Осорио и Хоакин Бондони                                     | Победа    |
| 2019 | TV Adicto Golden Awards   | Лучшая заслуженная актриса               | Сильвия Пиналь                                                     | Победа    |
| 2019 | TV Adicto Golden Awards   | Лучший заслуженный актёр                 | Рафаэль Инклан                                                     | Победа    |
| 2019 | TV Adicto Golden Awards   | Лучшая мужская роль в спец. участии      | Карлос Брачо                                                       | Победа    |
| 2019 | TV Adicto Golden Awards   | Лучшая пара                              | Лаура Виньятти и Хосе Пабло Минор                                  | Победа    |
| 2019 | TV Adicto Golden Awards   | Лучшая оригинальная история              | Пабло Феррер Сантьяго Пинеда Марта Хурадо                          | Победа    |
| 2019 | TV Adicto Golden Awards   | Лучшие места съёмки                      | Хуан Осорио                                                        | Победа    |
| 2019 | TV Adicto Golden Awards   | Лучшее производство                      | Хуан Осорио                                                        | Победа    |
| 2019 | TV Adicto Golden Awards   | Лучшая теленовелла телекомпании Televisa | Хуан Осорио                                                        | Победа    |
| 2019 | TV Adicto Golden Awards   | Специальная премия теленовеллы года      | Хуан Осорио                                                        | Победа    |
| 2019 | Premios Ascap             | Лучшая телевизионная музыкальная тема    | Хорхе Эдуардо Маргуйся Педраса «Tu eres la razón»                  | Победа    |
| 2019 | MTV Millennial Awards     | Зажигательная пара                       | Эмилио Осорио и Хоакин Бондони                                     | Номинация |
| 2019 | MTV Millennial Awards     | Лучший фандом                            | Фандом «Аристемо»                                                  | Номинация |
| 2019 | Kids Choice Awards México | Любимое шоу                              | Mi marido tiene más familia                                        | Победа    |
| 2019 | Kids Choice Awards México | Любимый актёр                            | Эмилио Осорио                                                      | Победа    |
| 2019 | Kids Choice Awards México | Любимая пара                             | Аристотель и Каутемок (#Aristemo)                                  | Победа    |
| 2019 | Kids Choice Awards México | Актёр-открытие                           | Хоакин Бондони                                                     | Победа    |